# Elisa Plüss
Elisa Plüss (geboren 1989 in Zürich) ist eine Schweizer Schauspielerin.

## Leben und Werk
Plüss spielte bereits nach ihrem Abitur u. a. am Zürcher Theater am Hechtplatz in Bob Larbeys Scho wieder Sunntig, Regie führte René Scheibli, und in Projekten der Zürcher Hochschule der Künste. Im Winter 2007/08 wurde sie von Christoph Schaub für eine Nebenrolle in seinem Kinofilm Happy New Year engagiert.
Von 2010 bis 2011 absolvierte Plüss ein Praxisjahr am Wiener Burgtheater und spielte in dessen Rahmen die Freja in Mogens Rukovs und Thomas Vinterbergs Die Kommune am Akademietheater. Von 2011 bis 2015 studierte sie Schauspiel an der Universität Mozarteum in Salzburg. Ab 2012 stand sie in Martin Kušejs Inszenierung der Bitteren Tränen der Petra von Kant auf der Bühne des Münchner Residenztheaters. Im Sommer 2014 debütierte sie in Ödön von Horváths Don Juan kommt aus dem Krieg, inszeniert von Andreas Kriegenburg, bei den Salzburger Festspielen. 2015 war sie erneut bei den Salzburger Festspielen in Shakespeares Komödie der Irrungen zu sehen.
Plüss ist Studienpreisträgerin des Migros-Kulturprozent.

## Film und Fernsehen
- 2008: Happy New Year
- 2008: Kenan, Kurzfilm
- 2012: Nachtexpress
- 2014: SOKO Kitzbühel (Folge: Sterben mit Aussicht)
- 2016: [Out of Fra]me (Kurzfilm)
- 2016: Finsteres Glück
- 2017: Papa Moll
- 2018: Dynastie Knie - 100 jahre Nationalcircus (SRF)
- 2018: Zwingli
- 2020: Tatort: Züri brännt (ARD)
- 2021: Ruhe! Hier stirbt Lothar
- 2021: Tatort: Schoggiläbe
- 2021: Ich Ich Ich
- 2025: Maloney: Schlafende Hunde (Fernsehserie)